# بخش بانکورا
بخش بانکورا (به انگلیسی: Bankura district) یک منطقهٔ مسکونی در هند است که در Medinipur division واقع شده‌است. بخش بانکورا ۶٬۸۸۲ کیلومتر مربع مساحت و ۳٬۵۹۶٬۶۷۴ نفر جمعیت دارد.